# Destiny of the Daleks
Destiny of the Daleks (Le destin des Daleks) est le cent-quatrième épisode de la première série de la série télévisée britannique de science-fiction Doctor Who. Premier épisode de la dix-septième saison, il fut originellement diffusé en quatre parties du 1er au 22 septembre 1979. Cet épisode marque l'arrivée de l'actrice Lalla Ward qui reprend le rôle de Romana.

## Accroche
Le Docteur et Romana se retrouvent sur une planète déserte que le Docteur est persuadé d'avoir déjà visité. Les deux se retrouvent séparés, et Romana est kidnappée par les anciens ennemis du Docteur, les Daleks.

## Distribution
- Tom Baker — Le Docteur
- Lalla Ward — Romana
- David Gooderson — Davros
- Mike Mungarvan, Cy Town — Les Daleks
- Roy Skelton — Voix des Daleks
- Peter Straker —  Le commandant Sharrel
- Suzanne Danielle — Agella
- Tony Osoba — Lan
- Tim Barlow (en) — Tyssan
- Penny Casdagli — Jall
- David Yip — Veldan
- Cassandra — La garde de Movellan

## Résumé
Alors qu'il tente de réparer K-9, le Docteur est surpris de voir que Romana s'est régénérée pour une raison inconnue. Après plusieurs essais de corps, elle garde la forme de la princesse Astra. Le TARDIS atterri sur une planète déserte, où l'air est respirable mais possède des niveaux dangereux de radioactivité. Explorant le territoire, tous deux se retrouvent séparés : le Docteur entre en contact avec une équipe de spationautes nommés les Movellans, qui l'informe qu'il se trouve sur Skaro, tandis que de son côté, Romana fait une mauvaise chute et se retrouve capturée par des Daleks.
Interrogée, Romana prouve sa non dangerosité, et les Daleks l'envoient sur un site de minage. Elle y découvre d'autres humains en esclavage et tombe peu à peu faible à cause de la présence des radiations. De son côté, le Docteur et les Movellans sont contactés par un ancien esclave, l'ingenieur Tyssan qui leur explique que cela fait deux ans que les Daleks sont revenus sur Skaro dans le but de creuser profondément sur le site d'une ancienne ville Kaled. Ils montent une expédition et retrouvent Romana qui a simulé la mort afin d'échapper aux Daleks. Devançant les Daleks, le Docteur parvient au cœur de l'ancienne ville et découvre le corps de Davros, le créateur des Daleks, en animation suspendue. Celui-ci revient lentement à la vie.
Le Docteur ramène Davros dans une partie dévastée de la ville. Celui-ci affirme avoir échappé à la mort grâce à un système de réanimation suspendue. Il affirme que même après des millénaires d'attente, il va permettre aux Daleks de commencer leur conquête de l'univers. Les Daleks ayant menacé d'exterminer tous leurs esclaves s'ils n'ont pas Davros, le Docteur le leur rend. Pendant ce temps, Romana est revenue dans le vaisseau des Movellans et s'aperçoit que ceux-ci étaient aussi en quête de Davros. Ceux-ci ne sont que des robots, et ils ont l'intention de détruire toute vie sur la planète si les événements s'aggravent.
Le Docteur et Romana sont recapturés par les Movellans et apprennent qu'ils sont en situation d'échec contre les Daleks depuis plus de deux siècles, chacun ayant calculé la meilleure stratégie d'attaque et aucun d'entre eux n'ayant pu tirer une seule fois. Les Daleks ont donc décidé de libérer Davros afin d'avoir des conseils stratégiques tandis que les Movellans recherchent le Docteur. Une attaque suicide entre Daleks et Movellans est prévue mais heureusement, Tyssan et les autres esclaves réussissent à désactiver ces derniers. Alors que les Daleks tentent de détruire le vaisseau Movellans ils se font détruire par les bombes déclenchées par le détonateur de Davros actionné par le Docteur.
Davros est capturé par les anciens esclaves et ramené sur Terre pour être jugé de ses crimes. Le Docteur et Romana concluent que leur force réside dans leur faculté à l'imprévisibilité et à la possibilité de faire des erreurs avant de repartir.

### Continuité
- En observant le nouveau visage de Romana, le Docteur fait remarquer qu'elle a pris le visage de la princesse Astra (« The Armageddon Factor »)
- La régénération de Romana contrevient avec ce que la série avait statué à savoir que c'était un changement irréversible lié à la mort. Ici, celle-ci semble opérer comme un simple changement de visage et de style. Ce passage donnera lieux à de nombreuses controverses de fans.
- L'un des costumes que Romana récupère est celui de Zilda dans « The Robots of Death. »
- L'épisode fait directement références aux événements de « La Genèse des Daleks » diffusé 4 ans plus tôt.
- Romana rappelle que les seigneurs du temps possèdent deux cœurs.
- K-9 n'apparaît pas dans cet épisode, mais on voit toutefois sa carcasse pendant que le Docteur le répare. Selon lui, il souffrirait d'une laryngite.
- Le Docteur raille l'inaptitude des Daleks à grimper en hauteur, chose qui était déjà arrivée dans « The Chase ».
- L'épisode fait aussi mention du "Dalek Suprême" vu dans différents épisodes de la série.